# Laura Toivanen
Laura Maria Toivanen (* 21. Juli 1988 in Polvijärvi) ist eine ehemalige finnische Biathletin.

## Leben
Laura Toivanen wurde in Polvijärvi geboren und lebte einige Zeit in Joensuu. Im September 2013 zog sie nach Jyväskylä um, um dort Sportmedizin zu studieren. Als Biathletin startete sie für Kontiolahden Urheilijat, den Sportverein Kontiolahti. Der Biathlet Ahti Toivanen ist ihr jüngerer Bruder.

## Karriere

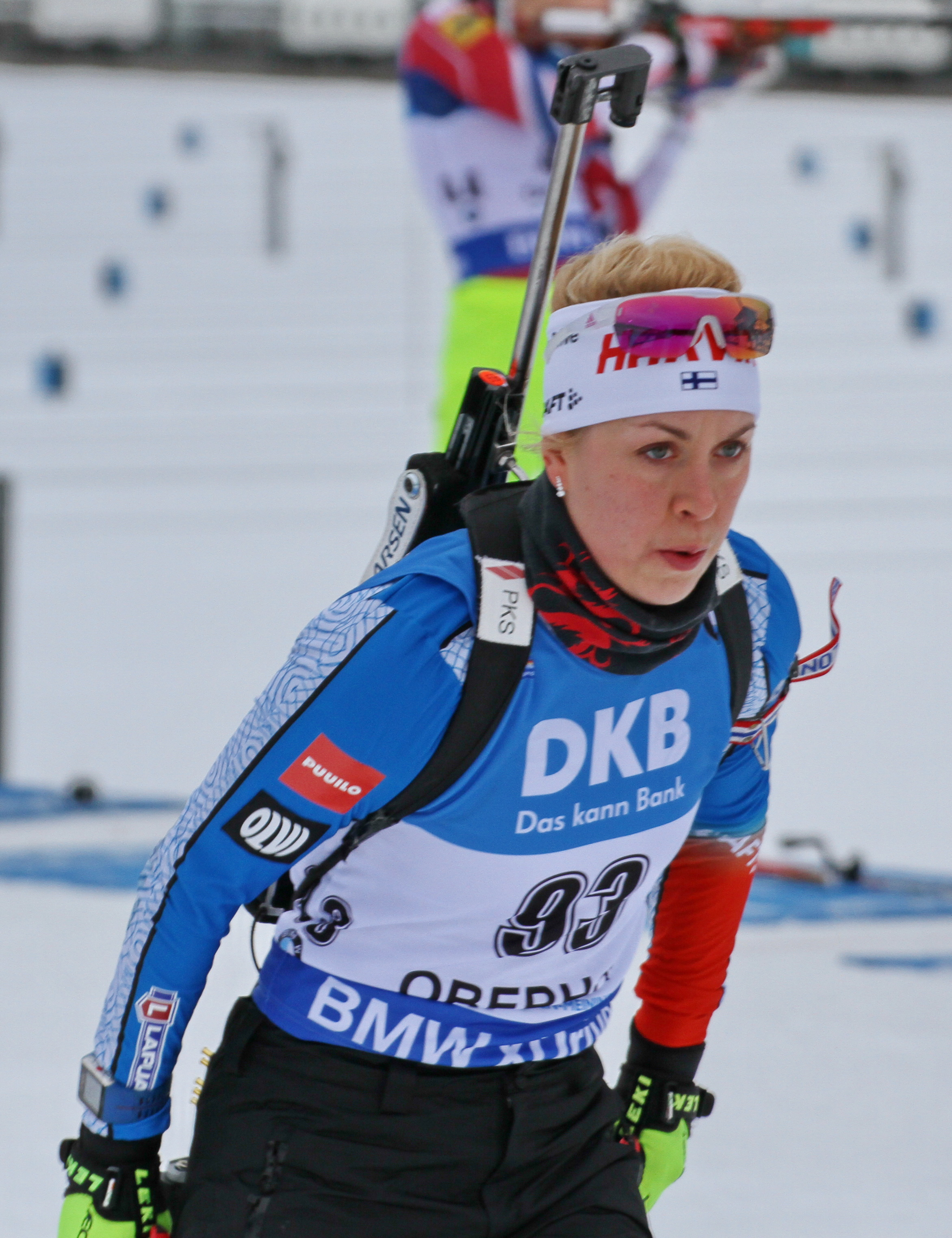
Toivanen beim Weltcup in Oberhof im Januar 2018

### Anfänge im Biathlon (2005 bis 2009)
Laura Toivanen gab ihr internationales Debüt 2005 bei den Junioren-Weltmeisterschaften im Sommerbiathlon in Muonio. Dort wurde sie 20. im Sprint, 19. der Verfolgung und 17. im Massenstartrennen. Im Staffelrennen wurde sie mit Leena Aalto und Riikka Aakula Sechste. Im Winter 2007 folgte in Torsby das Debüt im Biathlon-Europacup, wo sie als 29. im Sprint sofort erste Punkte sammelte, die anschließende Verfolgung beendete sie als 21. 2009 trat Toivanen in Canmore bei ihren ersten Junioren-Weltmeisterschaften an und wurde 39. im Sprint und 45. in der Verfolgung. Bei den Sommerbiathlon-Weltmeisterschaften 2009 startete die Finnin mit Mari Laukkanen, Sami Orpana und Jori Rantahakala im Mixed-Staffelwettbewerb und wurde mit ihrer Mannschaft Elfte.

### Debüt im Weltcup (2009 bis 2017)
In der Saison 2009/10 gab sie in Hochfilzen ihr Debüt im Biathlon-Weltcup. In ihrem ersten Sprint wurde sie 114., im Staffelrennen 16. Im weiteren Verlauf folgten nur noch Einsätze im IBU-Cup. Bei den Biathlon-Europameisterschaften 2010 in Otepää startete die Finnin erstmals bei Einzelrennen internationaler Meisterschaften. Im Einzel wurde Toivanen 40., 34. im Sprint, 35. der Verfolgung und mit Laukkanen, Sarianna Repo und Maiju Pöysti Elfte. In der Saison 2010/11 startete sie regelmäßig im IBU-Cup erreichte mit einem 18. Rang im Sprint von Martell ihr bis dahin bestes Resultat.

### Erste Olympiateilnahme und Karriereende (2017 bis 2019)
Im Sommer 2017 wurde Toivanen früh gemeinsam mit Kaisa Mäkäräinen, Mari Laukkanen und Sanna Markkanen für die finnische Weltcupmannschaft des Winters 2017/18 nominiert. An den ersten Wettkämpfen der Saison im schwedischen Östersund nahm sie nicht teil, ab Hochfilzen gehörte sie jedoch durchgängig zur Weltcupmannschaft. In Antholz wurde sie im Sprint mit einem Schießfehler 33. und gewann damit zum ersten Mal in ihrer Karriere Weltcuppunkte. Sie sicherte sich damit auch die Teilnahme an den Olympischen Winterspielen 2018 in Pyeongchang. Dort stürzte sie in der letzten Runde des Sprints und beschädigte das Tragegestell ihres Gewehrs. Da die Athleten jedoch das Gewehr mit ins Ziel bringen müssen, verlor Toivanen auf der letzten Runde etwa zwei Minuten, da sie mit einer Hand ihr Gewehr festhalten musste. Ohne Sturz hätte Toivanen eine Top-30-Platzierung erreichen können, so erreichte sie jedoch nur den 77. Rang und verfehlte die Qualifikation für das Verfolgungsrennen deutlich. Im Einzelrennen platzierte sie sich mit drei Schießfehlern auf Rang 49. Für das Massenstartrennen qualifizierte sie sich nicht.
Am 14. Juni 2019 erklärte Toivanen ihren Rücktritt vom aktiven Leistungssport.

## Wettkampfbilanz

### Biathlon-Weltcup
Die Tabelle zeigt alle Platzierungen (je nach Austragungsjahr einschließlich Olympische Spiele und Weltmeisterschaften).
- 1.–3. Platz: Anzahl der Podiumsplatzierungen
- Top 10: Anzahl der Platzierungen unter den ersten zehn (einschließlich Podium)
- Punkteränge: Anzahl der Platzierungen innerhalb der Punkteränge (einschließlich Podium und Top 10)
- Starts: Anzahl gelaufener Rennen in der jeweiligen Disziplin
- Staffel: inklusive Mixed- und Single-Mixed-Staffeln

| Platzierung         | Einzel | Sprint | Verfolgung | Massenstart | Staffel | Gesamt |
| ------------------- | ------ | ------ | ---------- | ----------- | ------- | ------ |
| 1. Platz            |        |        |            |             |         |        |
| 2. Platz            |        |        |            |             |         |        |
| 3. Platz            |        |        |            |             |         |        |
| Top 10              |        |        |            |             | 4       | 4      |
| Punkteränge         |        | 1      |            |             | 21      | 22     |
| Starts              | 10     | 27     | 2          |             | 21      | 60     |
| Stand: Karriereende |        |        |            |             |         |        |

### Biathlon-Weltmeisterschaften
Ergebnisse bei Biathlon-Weltmeisterschaften
| Weltmeisterschaften | Weltmeisterschaften | Einzel | Sprint | Verfolgung | Massenstart | Staffel | Mixedstaffel | Single-Mixedstaffel |
| Jahr                | Ort                 | Einzel | Sprint | Verfolgung | Massenstart | Staffel | Mixedstaffel | Single-Mixedstaffel |
| ------------------- | ------------------- | ------ | ------ | ---------- | ----------- | ------- | ------------ | ------------------- |
| 2011                | Chanty-Mansijsk     | 49.    | -      | -          | -           | 10.     | -            |                     |
| 2016                | Oslo                | 71.    | -      | -          | -           | 17.     | -            |                     |
| 2017                | Hochfilzen          | -      | 90.    | -          | -           | 15.     | -            |                     |
| 2019                | Östersund           | 78.    | 63.    | -          | -           | 22.     | -            | -                   |

### Olympische Winterspiele
Ergebnisse bei Olympischen Winterspielen:
| Olympische Winterspiele | Olympische Winterspiele | Einzel | Sprint | Verfolgung | Massenstart | Staffel | Mixedstaffel |
| Jahr                    | Ort                     | Einzel | Sprint | Verfolgung | Massenstart | Staffel | Mixedstaffel |
| ----------------------- | ----------------------- | ------ | ------ | ---------- | ----------- | ------- | ------------ |
| 2018                    | Pyeongchang             | 49.    | 77.    | –          | –           | 15.     | 6.           |